# Fußball-Weltmeisterschaft 1990/Kamerun
Dieser Artikel behandelt die kamerunische Fußballnationalmannschaft bei der Fußball-Weltmeisterschaft 1990.

## Qualifikation

### Erste Runde
Kamerun erhielt als eines der besten acht afrikanischen Teams ein Freilos.

### Zweite Runde
| Kamerun | - | Angola  | 1:1 |
| Gabun   | - | Kamerun | 1:3 |
| Nigeria | - | Kamerun | 2:0 |
| Angola  | - | Kamerun | 1:2 |
| Kamerun | - | Gabun   | 2:1 |
| Kamerun | - | Nigeria | 1:0 |

### Dritte Runde
| Kamerun  | - | Tunesien | 2:0 |
| Tunesien | - | Kamerun  | 0:1 |

## Kamerunisches Aufgebot
| Nr.               | Name                    | Verein vor WM-Beginn | Geburtstag | Spiele   | Tore     | Gelbe Karte | Rote Karte |
| Torhüter          | Torhüter                | Torhüter             | Torhüter   | Torhüter | Torhüter | Torhüter    | Torhüter   |
| ----------------- | ----------------------- | -------------------- | ---------- | -------- | -------- | ----------- | ---------- |
| 1                 | Joseph-Antoine Bell     | Girondins Bordeaux   | 08.10.1954 | 0        | 0        | 0           | 0          |
| 16                | Thomas N’Kono           | Espanyol Barcelona   | 20.07.1955 | 5        | 0        | 2           | 0          |
| 22                | Jacques Songo’o         | Sporting Toulon      | 17.03.1964 | 0        | 0        | 0           | 0          |
| Abwehrspieler     |                         |                      |            |          |          |             |            |
| 2                 | André Kana-Biyik        | FC Metz              | 01.09.1965 | 3        | 0        | 2           | 1          |
| 3                 | Jules Onana             | Canon Yaoundé        | 12.06.1964 | 3        | 0        | 2           | 0          |
| 4                 | Benjamin Massing        | US Créteil           | 20.06.1962 | 2        | 0        | 2           | 1          |
| 5                 | Bertin Ebwellé          | Tonnerre Yaoundé     | 11.09.1962 | 5        | 0        | 0           | 0          |
| 6                 | Emmanuel Kundé          | Prévoyance Yaoundé   | 15.07.1956 | 4        | 1        | 0           | 0          |
| 12                | Alphonse Yombi          | Canon Yaoundé        | 30.06.1969 | 0        | 0        | 0           | 0          |
| 13                | Jean-Claude Pagal       | La Roche VF          | 15.09.1964 | 3        | 0        | 0           | 0          |
| 14                | Stephen Tataw           | Tonnerre Yaoundé     | 31.03.1963 | 5        | 0        | 0           | 0          |
| Mittelfeldspieler |                         |                      |            |          |          |             |            |
| 8                 | Emile M’Bouh            | Le Havre AC          | 30.05.1966 | 4        | 0        | 2           | 0          |
| 10                | Louis-Paul M’Fédé       | Canon Yaoundé        | 26.02.1961 | 5        | 0        | 0           | 0          |
| 15                | Thomas Libiih           | Tonnerre Yaoundé     | 17.11.1967 | 2        | 0        | 0           | 0          |
| 17                | Victor N’Dip            | Canon Yaoundé        | 18.08.1967 | 4        | 0        | 2           | 0          |
| 19                | Roger Feutmba           | Union Douala         | 31.10.1968 | 0        | 0        | 0           | 0          |
| 20                | Cyrille Makanaky        | Sporting Toulon      | 28.06.1965 | 5        | 0        | 0           | 0          |
| 21                | Emmanuel Maboang        | Canon Yaoundé        | 27.11.1968 | 3        | 0        | 0           | 0          |
| Stürmer           |                         |                      |            |          |          |             |            |
| 7                 | François Omam-Biyik     | Stade Laval          | 21.05.1966 | 5        | 1        | 0           | 0          |
| 9                 | Roger Milla             | JS Saint-Pierre      | 20.05.1952 | 5        | 4        | 2           | 0          |
| 11                | Eugène Ekéké            | US Valenciennes      | 30.05.1960 | 1        | 1        | 0           | 0          |
| 18                | Bonaventure Djonkep     | Union Douala         | 20.08.1961 | 1        | 0        | 0           | 0          |
| Trainer           |                         |                      |            |          |          |             |            |
|                   | Waleri Nepomnjaschtschi |                      | 07.08.1943 |          |          |             |            |

## Spiele der kamerunischen Mannschaft

### Vorrunde
- Argentinien –  Kamerun 0:1 (0:0)

Stadion: Giuseppe-Meazza-Stadion (Mailand)
Zuschauer: 73.780
Schiedsrichter: Vautrot (Frankreich)
Tore: 0:1 Omam-Biyik (67.)
- Kamerun –  Rumänien Rumänien 2:1 (0:0)

Stadion: Stadio San Nicola (Bari)
Zuschauer: 38.687
Schiedsrichter: Silva Arce (Chile)
Tore: 1:0 Milla (76.), 2:0 Milla (86.), 2:1 Balint (88.)
- Kamerun –  Sowjetunion 0:4 (0:2)

Stadion: Stadio San Nicola (Bari)
Zuschauer: 37.307
Schiedsrichter: Ramiz Wright (Brasilien)
Tore: 0:1 Protassow (20.), 0:2 Syhmantowitsch (29.), 0:3 Sawarow (55.), 0:4 Dobrowolski (63.)
Im Eröffnungsspiel der Gruppe B besiegte Kamerun sensationell den amtierenden Weltmeister Argentinien mit 1:0. Auch die Rumänen konnten mit 2:1 besiegt werden. Trotz einer 0:4-Niederlage gegen die Sowjetunion im letzten Vorrundenspiel wurde Kamerun Gruppensieger. Den Russen nützte dieser Sieg nichts mehr, da die beiden 0:2-Niederlagen gegen den Gruppenzweiten Rumänien und gegen Argentinien schon das frühzeitige Aus bedeuteten. Argentinien kam als Dritter gerade noch ins Achtelfinale.

### Achtelfinale
| 50.026 | Stadio San Paolo (Neapel) | Kamerun | Kolumbien | Lanese (Italien) | 2:1 n. V. (0:0, 0:0) | 1:0 Milla (106.) 2:0 Milla (109.) 2:1 Redín (115.) |

Roger Milla war der Matchwinner im ersten Achtelfinal-Match für Kamerun gegen Kolumbien. 90 Minuten konnten die Teams die Abwehrreihen des Gegners nicht entscheidend durchbrechen, doch dann schlug der 38-jährige Lambada-Tänzer zu. Seine beiden Tore zum 1:0 und 2:0 (106. und 109.), wobei sich Kolumbiens Torhüter Higuita bei einem seiner Ausflüge außerhalb des Strafraums einen fatalen Ballverlust leistete, der den Todesstoß für die Südamerikaner bedeutete, deren Gegentor zu spät fiel. Erstmals erreichte ein afrikanisches Team somit das Viertelfinale einer WM.

### Viertelfinale
| 55.205 | Stadio San Paolo (Neapel) | England | Kamerun | Codesal Méndez (Mexiko) | 3:2 n. V. (2:2, 1:0) | 1:0 Platt (25.) 1:1 Kundé (65.) 11 m 1:2 Ekéké (65.) 2:2 Lineker (83.) 11 m 3:2 Lineker (105.) 11 m |

Bis zur 82. Minute führte Kamerun gegen England mit 2:1 und die Sensation war greifbar nahe. Doch zwei Foulelfmeter von Mittelstürmer Gary Lineker (83. und 105.) zerstörten die Halbfinalträume Kameruns. Die Pionierleistung der Kameruner hatte jedoch Auswirkungen. Den Afrikanern wurden für die WM 1994 erstmals drei Endrundenplätze zugesagt.